# Ражни
Ражни (пол. Rażny) — село в Польщі, у гміні Садовне Венґровського повіту Мазовецького воєводства.
Населення — 95 осіб (2011).
У 1975-1998 роках село належало до Седлецького воєводства.

## Демографія
Демографічна структура станом на 31 березня 2011 року:
|          | Загалом | Допрацездатний вік | Працездатний вік | Постпрацездатний вік |
| -------- | ------- | ------------------ | ---------------- | -------------------- |
| Чоловіки | 42      | 9                  | 26               | 7                    |
| Жінки    | 53      | 11                 | 28               | 14                   |
| Разом    | 95      | 20                 | 54               | 21                   |